# Villas del Campo Uno
Villas del Campo Uno är en ort i Mexiko.   Den ligger i kommunen León och delstaten Guanajuato, i den centrala delen av landet, 300 km nordväst om huvudstaden Mexico City. Villas del Campo Uno ligger 1 833 meter över havet och antalet invånare är 183.
Terrängen runt Villas del Campo Uno är platt åt sydväst, men åt nordost är den kuperad. Runt Villas del Campo Uno är det mycket tätbefolkat, med 1 313 invånare per kvadratkilometer. Närmaste större samhälle är León de los Aldama, 8,4 km väster om Villas del Campo Uno. Trakten runt Villas del Campo Uno består till största delen av jordbruksmark.